# Semenivka, Țarîceanka
Semenivka (în ucraineană Семенівка) este un sat în comuna Iuriivka din raionul Țarîceanka, regiunea Dnipropetrovsk, Ucraina.

## Demografie
Componența lingvistică a localității Semenivka
     Ucraineană (93,02%)
     Rusă (6,98%)
Conform recensământului din 2001, majoritatea populației localității Semenivka era vorbitoare de ucraineană (93,02%), existând în minoritate și vorbitori de rusă (6,98%).